# Getijdenmolen Sas van Gent
De Getijdenmolen is een het restant van een getijdenmolen te Sas van Gent, gelegen tussen Bolwerk en Kloosterlaan, nabij Kloosterlaan 71. Deze molen maakte deel uit van de vestingwerken van deze plaats.

## Geschiedenis
De molen werd gebouwd in 1696 en fungeerde als korenmolen. Ernaast bevond zich een bakkerij. Hij was in de vestingwal gebouwd om hem onkwetsbaar te maken voor de toenmalige munitie. Windmolens toonden immers een grotere kwetsbaarheid en korenmolens waren noodzakelijk voor de voedselvoorziening in tijden van belegering. Deze molen werkte echter niet zozeer op de getijden eb en vloed, want het waterrad werd gewoonlijk aangedreven door overtollig polderwater, dat vervolgens werd gespuid naar het kanaal.
De molen bevond zich tussen de bastions Hollandia en Zeelandia. In 1747 vond een beleg door de Fransen plaats in het kader van de Oostenrijkse Successieoorlog, en toen is er met de molen gemalen.
Vanaf 1795 begon men met de sloop van de grote vesting die Sas van Gent eens was. De molen werd toen niet meer gebruikt. Van 1930-1935 werd ook het bastion Zeelandia gesloopt en in 1951 werd het molenwater gedempt.
Wat bleef was een muur met een opening waardoor het water ooit stroomde. Deze werd in 1988 geconserveerd.